# Pseudotolithus epipercus
Pseudotolithus epipercus är en fiskart som först beskrevs av Bleeker, 1863.  Pseudotolithus epipercus ingår i släktet Pseudotolithus och familjen havsgösfiskar. Inga underarter finns listade i Catalogue of Life.